# Synagoga w Niebylcu
Synagoga w Niebylcu – synagoga znajdująca się w Niebylcu, w północnej części miejskiego rynku. W jej wnętrzach znajdują się jedne z najlepiej zachowanych polichromii w województwie podkarpackim.

## Historia
Synagoga została zbudowana w drugiej połowie XIX wieku. Podczas II wojny światowej hitlerowcy zdewastowali synagogę. W czasie wojny, a także po jej zakończeniu, w budynku synagogi znajdował się magazyn zboża i nawozów. W latach 70. budynek poddano konserwacji, a od 1977 mieści się tutaj Biblioteka Publiczna.

## Architektura

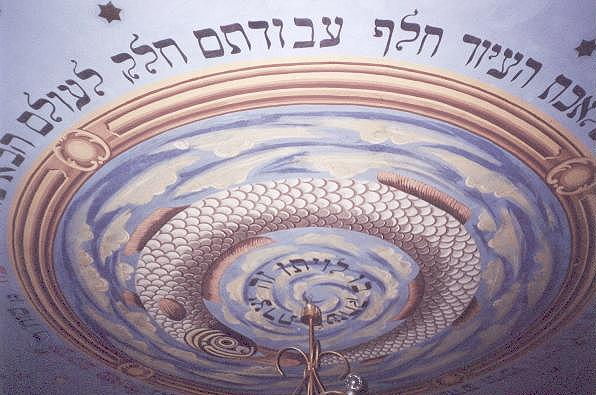
Lewiatan

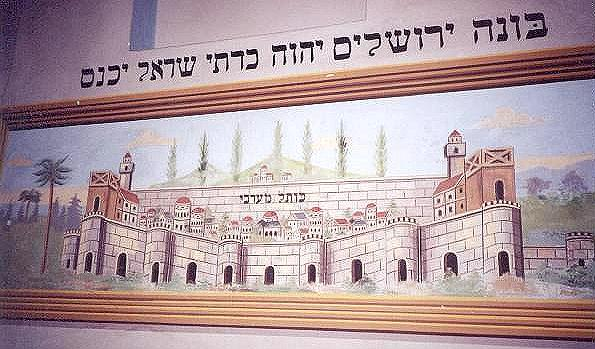
Świątynia Jerozolimska

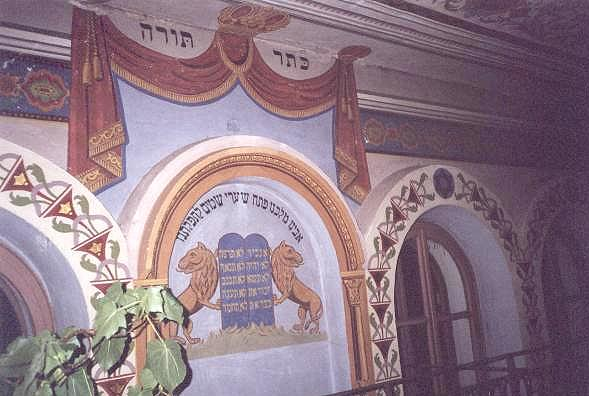
Aron ha-kodesz

Murowany i orientowany budynek synagogi wzniesiono na planie prostokąta. We wschodniej części znajdowała się sala główna, a w zachodniej babiniec nad przedsionkiem. W trakcie prac remontowo-adaptacyjnych sala główna podzielona została stropem, wykorzystywanym dla celów bibliotecznych. Strop jest odsunięty od ścian z uwagi na zachowane malowidła z 1905 i 1937 roku.
Polichromia, wykonana przez nieznanego autora techniką klejową, została poddana konserwacji przez Mieczysława Świerczewskiego. Malowidła na suficie przedstawiają wizerunki znaków zodiaku. Na środku sufitu, ponad nieistniejącą już bimą, znajduje się Lewiatan – ryba zjadająca swój ogon. Wokół niej wypisany jest cytat z Księgi Psalmów: "Lewiatan, którego stworzyłeś na to, by w wodach igrał" (Ps. 104, 26). Na zachodniej ścianie przedstawione jest wyobrażenie Świątyni Jerozolimskiej z napisem "Buduje Jeruzalem Jahwe, rozproszonych z Izraela zgromadza". Na ścianie wschodniej w miejscu, gdzie znajdował się wcześniej Aron ha-kodesz wymalowane zostały dwa lwy trzymające kamienie z dziesięciorgiem przykazań, a nad nimi napis "Ojcze nasz, królu nasz, otwórz bramy niebios na modlitwy nasze". Wnękę otacza czerwona korata zwieńczona koroną Tory. Obramienia okien ozdobione są polichromią o motywie roślinnym. Nie zachowało się oryginalne wyposażenie synagogi.